# 7. Oscar-gála
Az 7. Oscar-gálát, melyen a Filmakadémia díjait osztották
ki, 1935. február 27-én tartották, ezúttal a Biltmore Hotelben.
Folytatódott az elégedetlen színészek kilépése a Filmakadémiából, úgy vélték csak a stúdióvezetőket szolgálja. A jelöltek kihirdetésekor felszólították a színészeket szavazzanak, mert olyan sok értékes alakítást láttunk idén.[forrás?] A év valóban legjobb alakítása a sajtó szerint Bette Davisé volt az Örök szolgaságban, neve mégis kimaradt a jelöltek közül. Az utólagos szavazatok hatására negyediknek felkerült a jelöltek közé. Mégsem nyerhetett, a Warner stúdiónál volt alkalmazásban, az Örök szolgaság viszont az RKO stúdióban készült, Bette Davis kölcsönszínészként játszotta el a főszerepet.
Első alkalommal került díjazásra a legjobb filmzene és filmdal. Az év fiatal felfedezettje Shirley Temple lett, megteltek az üzletek a róla mintázott babákkal, Shirley ruhákkal, Shirley mesekönyvekkel, társasjátékokkal.

## Kategóriák és jelöltek
nyertesek félkövérrel jelölve

### Legjobb film
- Ez történt egy éjszaka (It Happened One Night) – Columbia – Harry Cohn
  - A Wimpole Street-i Barrettek (The Barretts of Wimpole Street) – Metro-Goldwyn-Mayer – Irving Thalberg
  - Cleopatra – Paramount – Cecil B. DeMille
  - Flirtation Walk – First National – Jack L. Warner, Hal B. Wallis, Robert Lord
  - Continental (The Gay Divorcee) – RKO Pictures Radio – Pendro S. Berman
  - Jönnek a tengerészek (Here Comes The Navy) – Warner Bros. – Lou Edelman
  - The House of Rothschild – Twentieth Century Pictures, United Artists – Darryl F. Zanuck, William Goetz és Raymond Griffith
  - Látszatélet (Imitation of Life) – Universal – John M. Stahl
  - Csak nekem dalolj (One Night of Love) – Columbia – Harry Cohn, Everett Riskin
  - A cingár férfi/Tetemrehívás (The Thin Man) – Metro-Goldwyn-Mayer – Hunt Stromberg
  - Viva Villa (Viva Villa!) – Metro-Goldwyn-Mayer – David O. Selznick
  - Asszonyok fehérben (The White Parade) – Fox – Jesse L. Lasky

### Legjobb rendező
- Frank Capra – Ez történt egy éjszaka (It Happened One Night)
  - Victor Schertzinger – Csak nekem dalolj (One Night of Love)
  - W. S. Van Dyke – A cingár férfi/Tetemrehívás (The Thin Man)

### Legjobb férfi színész
- Clark Gable – Ez történt egy éjszaka (It Happened One Night)
  - Frank Morgan    –  The Affairs of Cellini
  - William Powell   –  A cingár férfi/Tetemrehívás (The Thin Man)

### Legjobb színésznő
- Claudette Colbert  – Ez történt egy éjszaka (It Happened One Night)
  - Grace Moore  – Csak nekem dalolj (One Night of Love)
  - Norma Shearer  – A Wimpole Street-i Barrettek (The Barretts of Wimpole Street)
  - Bette Davis  – Örök szolgaság (Of Human Bondage)

### Legjobb eredeti történet
- Manhattani melodráma (Manhattan Melodrama) – Arthur Caesar
  - Hide-Out – Mauri Grashin
  - The Richest Girl in the World – Norman Krasna

### Legjobb adaptált forgatókönyv
- Ez történt egy éjszaka (It Happened One Night) – Robert Riskin forgatókönyve Samuel Hopkins Adams: Night Bus című műve alapján
  - A cingár férfi/Tetemrehívás (The Thin Man) – Albert Hackett, Frances Goodrich forgatókönyve Dashiell Hammett regénye alapján
  - Viva Villa (Viva Villa!) – Ben Hecht forgatókönyve Edgecumb Pinchon és O. B. Stade könyve alapján

### Legjobb rövidfilm (komédia)
- La Cucaracha – Pioneer Pictures
  - Men in Black – Jules White
  - What, No Men! – Warner Bros.

### Legjobb rövidfilm (újdonság)
- City of Wax – Skibo Productions
  - Bosom Friends – Skibo Productions
  - Strikes and Spares – Pete Smith

### Legjobb animációs rövidfilm
- A teknősbéka és a nyúl (The Tortoise and the Hare) – Walt Disney
  - Holiday Land – Screen Gems
  - Jolly Little Elves – Walter Lantz

### Legjobb látványtervezés
- A víg özvegy (The Merry Widow) – Cedric Gibbons és Frederic Hope
  - The Affairs of Cellini – Richard Day
  - Continental (The Gay Divorcee) – Van Nest Polglase és Carroll Clark

### Legjobb filmzene
- Csak nekem dalolj (One Night of Love) – Columbia Studio Music Department
  - Continental (The Gay Divorcee) – RKO Radio Studio Music Department
  - Elveszett őrjárat (The Lost Patrol) – RKO Radio Studio Music Department

### Legjobb dal
- The Continental – Continental (The Gay Divorcee) – zene: Con Conrad; dalszöveg Herb Magidson
  - Carioca – Riói leányok (Flying Down to Rio) – zene: Vincent Youmans; dalszöveg: Edward Eliscu , Gus Kahn
  - Love in Bloom – She Loves Me Not – zene: Ralph Rainger; dalszöveg: Leo Robin

### Legjobb operatőr
- Cleopatra – Victor Milner
  - The Affairs of Cellini – Charles Rosher
  - Operator 13 – George J. Folsey

### Legjobb segédrendező
- Viva Villa (Viva Villa!) – John S. Waters
  - Cleopatra – Cullen Tate
  - Látszatélet (Imitation of Life) – Scott Beal

### Legjobb hangkeverés
- Csak nekem dalolj (One Night of Love) – Columbia Studio Sound Department
  - The Affairs of Cellini – United Artists Studio Sound Department
  - Cleopatra – Paramount Studio Sound Department
  - Flirtation Walk – Warner Bros. Studio Sound Department
  - Continental (The Gay Divorcee) – RKO Radio Studio Sound Department
  - Látszatélet (Imitation of Life) – Universal Studio Sound Department
  - Viva Villa (Viva Villa!) – MGM Studio Sound Department
  - Asszonyok fehérben (The White Parade) – Fox Studio Sound Department

### Legjobb vágás
- Eskimo – Conrad Nervig
  - Cleopatra – Anne Bauchens
  - Csak nekem dalolj (One Night of Love) – Gene Milford

### Ifjúsági Oscar-díj
- Shirley Temple

## Statisztika

### Egynél több jelöléssel bíró filmek
- 6 jelölés: One Night of Love
- 5 jelölés: Kleopátra (Cleopatra), Continental (The Gay Divorcee), Ez történt egy éjszaka (It Happened One Night)
- 4 jelölés: The Affairs of Cellini, A sovány ember (The Thin Man), Viva Villa!
- 3 jelölés: Asszony a vonaton (Imitation of Life)
- 2 jelölés: Ahol tilos a szerelwem/Barették a Wimpole utcából (The Barretts of Wimpole Street), Flirtation Walk, The White Parade

### Egynél több díjjal bíró filmek
- 5 díj: It Happened One Night
- 2 díj: One Night of Love